# 나라별 아카데미 국제영화상 수상 목록

아카데미 외국어 영화상 수상국 및 지명국.
수상
지명
미국 (부적합)

다음은 아카데미 국제영화상을 수상하거나, 후보지명, 작품 출품을 한 적이 있는 국가의 목록이다.

## 순위
| 출품 국가                | 수상 영화 수 | 지명 영화 수 | 출품 영화 수 |
| ------------------------ | ------------ | ------------ | ------------ |
| 이탈리아[a]              | 14           | 31           | 64           |
| 프랑스[b]                | 12           | 39           | 64           |
| 스페인                   | 4            | 19           | 60           |
| 일본[c]                  | 4            | 15           | 64           |
| 스웨덴                   | 3            | 16           | 56           |
| 덴마크                   | 3            | 12           | 55           |
| 소비에트연방[d]          | 3            | 9            | 24           |
| 네덜란드                 | 3            | 7            | 50           |
| 헝가리                   | 2            | 10           | 53           |
| 독일[e]                  | 2            | 10           | 27           |
| 아르헨티나               | 2            | 7            | 44           |
| 체코슬로바키아[f]        | 2            | 6            | 23           |
| 스위스                   | 2            | 5            | 45           |
| 오스트리아               | 2            | 4            | 41           |
| 이란                     | 2            | 3            | 23           |
| 폴란드                   | 1            | 10           | 49           |
| 서독[e]                  | 1            | 8            | 29           |
| 캐나다                   | 1            | 7            | 43           |
| 러시아[d]                | 1            | 7            | 25           |
| 알제리                   | 1            | 5            | 19           |
| 중화민국                 | 1            | 3            | 43           |
| 체코[f]                  | 1            | 3            | 24           |
| 남아프리카 공화국        | 1            | 2            | 14           |
| 보스니아 헤르체고비나[g] | 1            | 1            | 17           |
| 코트디부아르             | 1            | 1            | 2            |
| 대한민국                 | 1            | 1            | 29           |
| 이스라엘                 | 0            | 10           | 50           |
| 멕시코                   | 0            | 8            | 50           |
| 벨기에                   | 0            | 7            | 42           |
| 유고슬라비아[g]          | 0            | 6            | 29           |
| 노르웨이                 | 0            | 5            | 39           |
| 그리스                   | 0            | 5            | 37           |
| 브라질                   | 0            | 4            | 45           |
| 인도[j]                  | 0            | 3            | 50           |
| 홍콩                     | 0            | 2            | 36           |
| 중화인민공화국           | 0            | 2            | 31           |
| 칠레                     | 0            | 2            | 22           |
| 영국[h]                  | 0            | 2            | 15           |
| 팔레스타인[i]            | 0            | 2            | 10           |
| 아이슬란드               | 0            | 1            | 38           |
| 핀란드                   | 0            | 1            | 31           |
| 콜롬비아                 | 0            | 1            | 26           |
| 페루                     | 0            | 1            | 24           |
| 쿠바                     | 0            | 1            | 19           |
| 우루과이                 | 0            | 1[k]         | 17           |
| 조지아[d]                | 0            | 1            | 16           |
| 에스토니아               | 0            | 1            | 15           |
| 레바논                   | 0            | 1            | 14           |
| 마케도니아 공화국[g]     | 0            | 1            | 14           |
| 베트남                   | 0            | 1            | 13           |
| 카자흐스탄[d]            | 0            | 1            | 12           |
| 푸에르토리코[j]          | 0            | 1            | 12           |
| 오스트레일리아           | 0            | 1            | 11           |
| 네팔                     | 0            | 1            | 8            |
| 캄보디아                 | 0            | 1            | 6            |
| 동독[e]                  | 0            | 1            | 5            |
| 요르단                   | 0            | 1            | 3            |
| 니카라과                 | 0            | 1            | 3            |
| 모리타니                 | 0            | 1            | 1            |
| 포르투갈                 | 0            | 0            | 34           |
| 루마니아                 | 0            | 0            | 33           |
| 이집트[k]                | 0            | 0            | 32           |
| 필리핀                   | 0            | 0            | 29           |
| 불가리아                 | 0            | 0            | 28           |
| 베네수엘라               | 0            | 0            | 27           |
| 크로아티아               | 0            | 0            | 26           |
| 세르비아                 | 0            | 0            | 24           |
| 타이                     | 0            | 0            | 24           |
| 튀르키예                 | 0            | 0            | 24           |
| 슬로바키아               | 0            | 0            | 21           |
| 슬로베니아               | 0            | 0            | 21           |
| 인도네시아               | 0            | 0            | 19           |
| 룩셈부르크               | 0            | 0            | 14           |
| 방글라데시               | 0            | 0            | 13           |
| 모로코                   | 0            | 0            | 13           |
| 아프가니스탄             | 0            | 0            | 12           |
| 알바니아                 | 0            | 0            | 11           |
| 싱가포르                 | 0            | 0            | 11           |
| 도미니카 공화국          | 0            | 0            | 10           |
| 키르기스스탄             | 0            | 0            | 10           |
| 리투아니아               | 0            | 0            | 10           |
| 우크라이나               | 0            | 0            | 10           |
| 볼리비아                 | 0            | 0            | 9            |
| 라트비아                 | 0            | 0            | 9            |
| 이라크                   | 0            | 0            | 8            |
| 아제르바이잔             | 0            | 0            | 7            |
| 파키스탄                 | 0            | 0            | 7            |
| 아르메니아               | 0            | 0            | 6            |
| 코스타리카               | 0            | 0            | 6            |
| 에콰도르                 | 0            | 0            | 6            |
| 아일랜드                 | 0            | 0            | 5            |
| 뉴질랜드                 | 0            | 0            | 5            |
| 코소보                   | 0            | 0            | 4            |
| 말레이시아               | 0            | 0            | 4            |
| 몽골                     | 0            | 0            | 4            |
| 몬테네그로               | 0            | 0            | 4            |
| 파나마                   | 0            | 0            | 4            |
| 튀니지                   | 0            | 0            | 4            |
| 에티오피아               | 0            | 0            | 3            |
| 벨라루스                 | 0            | 0            | 2            |
| 카메룬                   | 0            | 0            | 2            |
| 차드                     | 0            | 0            | 2            |
| 그린란드                 | 0            | 0            | 2            |
| 과테말라                 | 0            | 0            | 2            |
| 케냐                     | 0            | 0            | 2            |
| 쿠웨이트                 | 0            | 0            | 2            |
| 몰도바                   | 0            | 0            | 2            |
| 파라과이                 | 0            | 0            | 2            |
| 사우디 아라비아          | 0            | 0            | 2            |
| 스리랑카                 | 0            | 0            | 2            |
| 타지키스탄               | 0            | 0            | 2            |
| 부탄                     | 0            | 0            | 1            |
| 부르키나파소             | 0            | 0            | 1            |
| 콩고 민주 공화국         | 0            | 0            | 1            |
| 피지                     | 0            | 0            | 1            |
| 아이티                   | 0            | 0            | 1            |
| 온두라스                 | 0            | 0            | 1            |
| 라오스                   | 0            | 0            | 1            |
| 몰타                     | 0            | 0            | 1            |
| 모잠비크                 | 0            | 0            | 1            |
| 세네갈                   | 0            | 0            | 1            |
| 시리아                   | 0            | 0            | 1            |
| 탄자니아                 | 0            | 0            | 1            |
| 예멘                     | 0            | 0            | 1            |

### 내용주
'출품영화수'는 후보지명과 관계없이 영화상에 출품한 횟수를 집계하였다.
a^ : 이탈리아는 국제영화상 제정 이전에 구두닦이 (1946년), 자전거 도둑 (1948년)으로 두 차례의 특별상을 수상했으며, 말라파가의 성벽 (1949년)으로 명예상을 프랑스와 공동수상했다.
b^ : 프랑스는 국제영화상 제정 이전에 메시어 빈센트 (1947년)로 특별상을 수상했으며, 명예상의 경우 금지된 장난 (1952년)으로 단독수상, 말라파가의 성벽 (1949년)으로 이탈리아와 공동수상했다.
c^ : 일본은 국제영화상 제정 이전에 명예상을 3회 수상했다.
d1 2 3 4 : 소련은 러시아어 영화 작품 최대 출품국으로 남아 있으며, 국제영화상 부문에 마지막으로 지명된 것은 1984년이었으며 1991년 12월 26일 소련 해체로 사라졌다. 구소련 국가 출신 중에서 국제영화상 후보로 오른 국가는 러시아, 조지아, 카자흐스탄이 유일하다.
e1 2 3 : 동서독으로 분단되던 시절 동독은 1976년에만 후보로 지명되었으며, 나머지는 모두 서독이 후보로 지명되었다. 서독은 1985년에 마지막으로 후보로 지명됐다. 두 국가는 1990년 10월 3일 통일되었다. 통일 이래 독일은 총 7회 후보로 지명되었으며 그 중 두 번은 수상에 성공했다.
f1 2 : 체코슬로바키아는 1965년 슬로바키아어 영화 중심가의 상점으로 처음 후보로 올랐다. 이후로도 다섯 번 후보에 올랐으며 마지막으로 후보로 오른 것은 1991년 체코어 영화였다. 체코슬로바키아는 1993년 1월 1일 체코와 슬로바키아로 해체되었다. 해체 이후로는 체코만 국제영화상 후보로 지명되고 있다.
g1 2 3 : 유고슬라비아는 1958년에 처음 국제영화상 후보에 올랐으며, 이후로도 다섯 번 후보에 올랐다. 마지막으로 후보로 오른 것은 1985년 세르보크로아티아어 영화였다. 유고슬라비아는 90년대 초에 들어서 여러 국가로 해체되었으며, 해체 이후 후보로 지명된 국가는 북마케도니아와 보스니아 헤르체고비나 뿐이다.
h^ : 영국은 세계적으로 큰 영화시장을 갖추고 있음에도 국제영화상 후보 역사는 대단히 짧은 편이다. 이는 영국 영화의 대다수가 영어로 제작되어 한때 '외국어영화상'이란 이름이었던 시절에는 출품 자체가 불가능했기 때문이다. 현재까지 영국 영화가 국제영화상 후보로 지명된 사례는 웨일스어 영화로 출품한 것이 유일하다.
i^ : 2005년 천국을 향하여는 팔레스타인국이 '팔레스타인'이란 이름으로 출품하였으며, 아카데미 공식 홈페이지에도 해당 명칭으로 기재되었다. 그러나 미국 내 친이스라엘파의 항의로 아카데미 측은 해당 작품의 출품국을 팔레스타인 자치 정부로 정정하였고, 이에 영화감독 하니 아부아사드는 유감을 표시했다. 제78회 아카데미상 시상식에서는 윌 스미스가 해당작을 소개하였으며 여기서는 팔레스타인 영토라고 표현하였다.
j^ : 미국에서 제작된 작품은 국제영화상 후보에 오르지 못한다는 규정이 있으나, 푸에르토리코는 미국의 속령으로 국제영화상 출품이 가능했다. 푸에르토리코는 1989년 산티아고에 무슨 일이를 처음으로 출품했다. 그러나 미국 영화 논란이 끊이 않자 2011년 이 같은 규정이 개정되면서 푸에르토리코는 국제영화상 후보 자격이 사라졌다.
k^ : 우루과이의 국제영화상 후보지명 기록은 논외의 여지가 있다. 1992년 이 세상의 어느 마을이란 작품이 실제 후보로 지명된 이후, 해당 작품이 아르헨티나에서 제작되었으며 우루과이에서 출품 자격을 지니기엔 근거가 불충분하다는 사실이 뒤늦게 조명되었다. 이에 아카데미 측은 해당 작품의 후보지명을 무효 처리하고 최종 투표지에서 제외시켰다.
j^ : 인도는 오스카상 수상자를 여럿 배출했음에도 국제영화상을 한번도 수상하지 못한 이례적인 기록을 지니고 있다. 1983년 영화 간디로 바누 아타이야가 인도인으로서는 처음으로 수상하였으며, 1992년에는 사티야지트 레이가 명예상을 수상하였다. 2009년에는 A. R. 라만이 슬럼독 밀리어네어로 두 개의 오스카상을 수상했다.
k^ : 1966년부터 1971년까지 두 국가는 아랍 연합 공화국이란 이름으로 출품하였다. 1971년부터는 아랍 연합 공화국이 다시 해체되어 두 국가가 별개로 출품한다.

## 같이 보기
- 아카데미 국제영화상
- 아카데미상을 수상한 외국어 영화 목록